# Kittenhausen
Kittenhausen ist ein Gemeindeteil der Stadt Freystadt im Landkreis Neumarkt in der Oberpfalz in Bayern.

## Ortsnamensdeutung
Der Ortsname soll den althochdeutschen Personennamen „Cutto“ enthalten.

## Lage
Das Dorf liegt, umgeben von Feldern, auf 426 m ü. NHN. Nordöstlich liegt das Waldgebiet Rudersricht, das bis auf 452 Meter ansteigt. Westlich liegt das Waldgebiet Hag, das bis auf 454 Meter ansteigt. Östlich entspringt eine Quelle, deren Graben bei Sondersfeld in die Sulz mündet.

## Geschichte
In der Dorfflur wurden hallstattzeitliche Hügelgräber ergraben.
Ob das in Urkunden des Bistums Eichstätt um 900 genannte „Gutteshusa“ das heutige Kittenhausen ist, muss offen bleiben. Als die Wolfstein-Sulzbürger 1249 das Frauenkloster Seligenporten gründeten, gehörten zu den Fundationsgütern aus ihren Eigengütern drei Güter in „Kytenhulen“. Laut der Pfarrbeschreibung von Möning aus dem Jahr 1542 stand der Kleinzehent zu Kittenhausen dem Möninger Pfarrer zu. 1556 führte der Pfalzgraf Ottheinrich die Reformation ein. 1603 verkaufte der Weihbischof von Eichstätt den Zehent von Kittenhausen. 1625 wurde in der Gegenreformation unter Pfalzgraf Wolfgang Wilhelm die Pfarrei Möning und damit auch Kittenhausen wieder katholisch.
Gegen Ende des Alten Reiches, um 1800, bestand Kittenhausen aus acht Untertanen-Anwesen unterschiedlicher Größe, die grundherrschaftlich und damit niedergerichtlich zwei verschiedenen Ämtern unterstanden: Zwei Hirtenhäuser gehörten der Oberen Hofmark Berngau des kurbaierischen Schultheißenamtes Neumarkt, alle anderen Höfe dem ebenfalls kurbaierischen Klosterrichteramt Seligenporten mit eigenem Kastenamt in Neumarkt. Dies waren vier ganze Höfe, auf denen die Untertanen Pröbster, nochmals Pröbster, Werner und Rupp saßen, drei Halbhöfe der Untertanen Wittengauer, Beyer und Pröbster sowie ein Achtelhof. Die Hochgerichtsbarkeit übte das Schultheißenamt Neumarkt aus.
Im Königreich Bayern wurde zwischen 1810 und 1820 der Steuerdistrikt Röckersbühl (heute Gemeindeteil von Berngau) im Altmühlkreis eingerichtet, dem unter anderem auch Kittenhausen zugeordnet war. Mit dem Gemeindeedikt von 1818 kam Kittenhausen zur Ruralgemeinde Mittelricht (heute Gemeindeteil von Berngau) und 1935 zur Gemeinde Sondersfeld. Diese war dem Landgericht (ab 1862 Bezirksamt, ab 1879 Landkreis) Neumarkt im Regenkreis zugeordnet. 1875 waren an Großvieh im Dorf zehn Pferde und 107 Stück Rindvieh vorhanden.
Mit der Gebietsreform in Bayern wurde die Gemeinde Sondersfeld zum 1. Januar 1972 in die Stadt Freystadt eingemeindet. Seitdem ist Kittenhausen einer von 33 benannten Ortsteilen der Stadt Freystadt.

### Einwohnerentwicklung
- 1830: 60 (9 Häuser)[12]
- 1875: 55 (21 Gebäude)[13]
- 1900: 67 (8 Wohngebäude)[14]
- 1938: 62[15]
- 1950: 74 (10 Wohngebäude)[16]
- 1961: 51 (10 Wohngebäude)[17]
- 1987: 50 (10 Wohngebäude, 11 Wohnungen)[18]

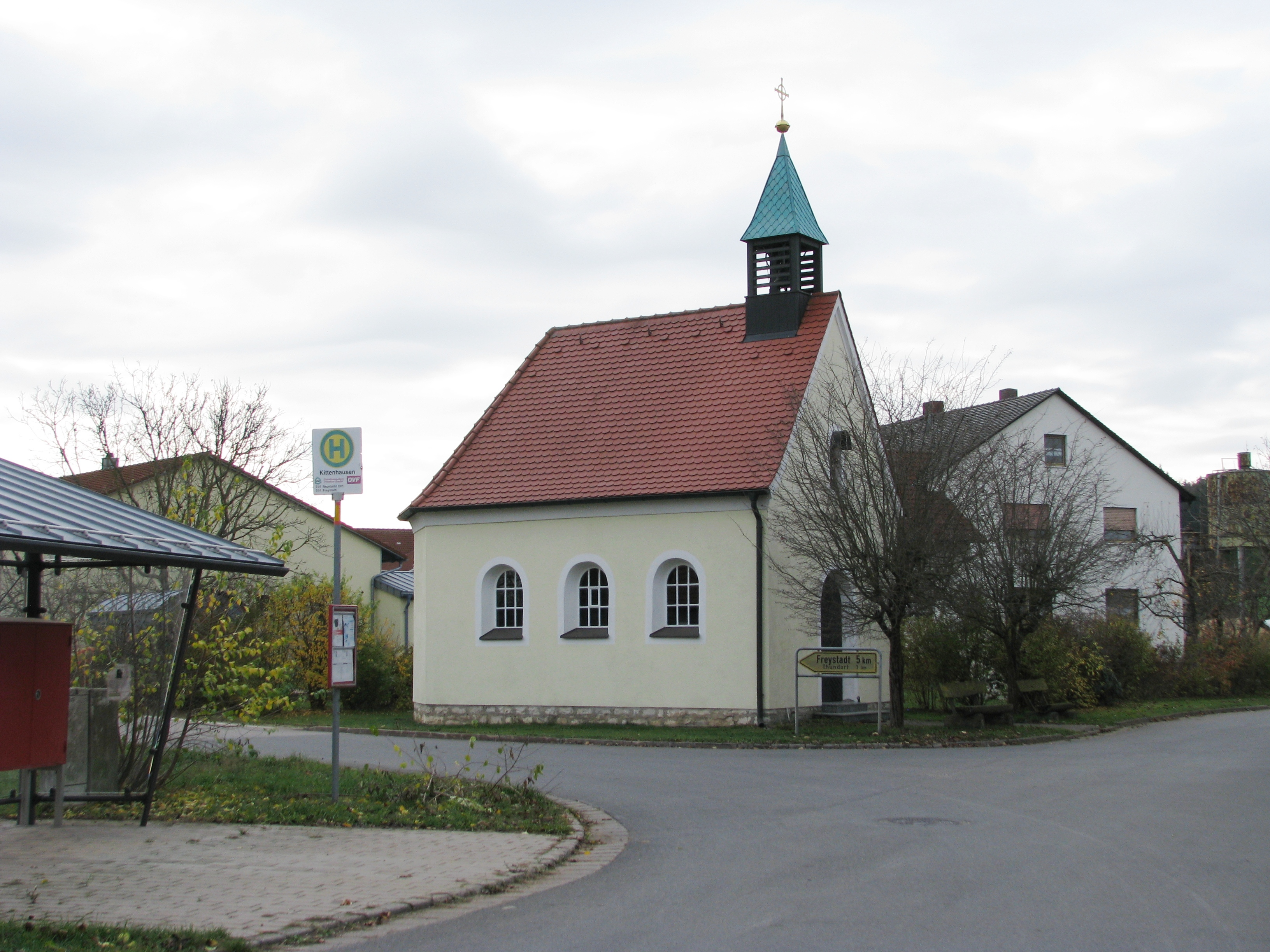
Ortskapelle von Kittenhausen

- 31. Dezember 2016: 44[19]

## Marienkapelle
Die Kapelle wurde 1816 durch Georg Rackl erbaut. 1834 ist sie eine von zehn Kapellen in der Pfarrei Möning, die alle in Privatbesitz sind. 1927 wurde Kittenhausen in die Pfarrei Sondersfeld umgepfarrt, die heute vom Franziskaner-Kloster Freystadt aus seelsorgerlich mitbetreut wird. Die Kapelle gilt als Baudenkmal.

## Verkehr
Kittenhausen liegt an einer Gemeindeverbindungsstraße zwischen Großthundorf im Südwesten und Sondersfeld im Südosten. Außerdem führt eine Verbindungsstraße von der Staatsstraße 2238 in östlicher Richtung zum Dorf. 2012 wurde der neue Haagweg im Wald zwischen Kittenhausen und Thundorf eröffnet.